# Issoufou Dayo
Issoufou Dayo (Bobo-Dioulasso, 6 de agosto de 1991) es un futbolista de Burkina Faso que juega en la posición de defensa y que milita en el RS Berkane de la Botola.

## Selección nacional
Jugó para Burkina Faso en 77 ocasiones de 2013 a 2024 y anotó nueve goles; participó en tres ediciones de la Copa Africana de Naciones donde logró el tercer lugar en la edición de 2017 en Gabón, y también jugó en el Campeonato Africano de Naciones de 2014.
| N.º | Fecha      | Sede                                               | Rival                           | Marcador | Resultado | Torneo                                                  |
| --- | ---------- | -------------------------------------------------- | ------------------------------- | -------- | --------- | ------------------------------------------------------- |
| 1   | 14-1-2017  | Stade d'Angondjé, Libreville, Gabón                | Camerún                         | 1–1      | 1–1       | Copa Africana de Naciones 2017                          |
| 2   | 18-11-2018 | Estádio 11 de Novembro, Luanda, Angola             | Angola                          | 1–2      | 1–2       | Clasificación para la Copa Africana de Naciones de 2019 |
| 3   | 9-10-2020  | Stade El Abdi, El Jadida, Marruecos                | República Democrática del Congo | 3–0      | 3–0       | Amistoso                                                |
| 4   | 11-10-2021 | Stade de Marrakech, Marrakesh, Marruecos           | Yibuti                          | 1–0      | 2–0       | Clasificación para la Copa Mundial de Fútbol de 2022    |
| 5   | 12-11-2021 | Stade de Marrakech, Marrakesh, Marruecos           | Níger                           | 1–1      | 1–1       | Clasificación para la Copa Mundial de Fútbol de 2022    |
| 6   | 16-11-2021 | Mustapha Tchaker Stadium, Blida, Argelia           | Argelia                         | 2–2      | 2–2       | Clasificación para la Copa Mundial de Fútbol de 2022    |
| 7   | 27-9-2022  | Père Jégo Stadium, Casablanca, Marruecos           | Comoras                         | 1–0      | 2–1       | Amistoso                                                |
| 8   | 18-6-2023  | Estádio Nacional de Cabo Verde, Praia, Cabo Verde  | Cabo Verde                      | 1–1      | 1–3       | Clasificación para la Copa Africana de Naciones de 2023 |
| 9   | 10-10-2024 | Alassane Ouattara Stadium, Abiyán, Costa de Marfil | Burundi                         | 4–1      | 4–1       | Clasificación para la Copa Africana de Naciones de 2025 |

## Clubes
| Club                       | País                            | Año       |
| -------------------------- | ------------------------------- | --------- |
| RC Bobo Dioulasso          | Burkina Faso                    | 2011-2013 |
| Étoile Filante Ouagadougou | Brasil                          | 2013-2014 |
| AS Vita Club               | República Democrática del Congo | 2014-2016 |
| RS Berkane                 | Marruecos                       | 2016-     |

## Palmarés

### Club
- Primera División de Burkina Faso: 2013-14
- Linafoot: 2014-15
- Copa del Trono: 2017-18, 2020-21, 2021-22
- Copa Confederación de la CAF: 2019-20,[8] 2021–22
- Supercopa de la CAF: 2022

### Individual
- Mejor futbolista extranjero de la Botola en 2021-22[9][10]